# Harry Allouche
Harry Allouche (* in Paris) ist ein französischer Pianist, Orchesterleiter und Filmkomponist.
Allouche studierte Komposition am Pariser Konservatorium bei Thierry Escaich, Marc-André Dalbavie, Michaël Levinas, Dirigieren bei George Pehlivanian und Improvisation bei Jean-François Zygel.
Seit 2017 begleitet er in der Cinémathèque française und in der Fondation Jérôme Seydoux-Pathé in Paris Stummfilme mit Pianoimprovisationen.
Er hat als Arrangeur für das Orchestre français des jeunes und das Théâtre du Châtelet gearbeitet.
Seit 2017 ist Allouche als Filmkomponist tätig. Seine erste Filmmusik schrieb er für den Fernseh-Dokumentarfilm Le cinéma dans l’oeil de Magnum. Im Jahr 2018 erschien der Film Der Klavierspieler vom Gare du Nord, für den Allouche die Filmmusik schrieb; die Orchesterstücke wurden unter seiner Leitung eingespielt.

## Filmmusik
- 2017: Le cinéma dans l’œil de Magnum, Regie: Sophie Bassaler, Dokumentarfilm
- 2017–2019: Pat the Dog, TV-Serie, Animationsfilme[3]
- 2018: Der Klavierspieler vom Gare du Nord (Au bout des doigts), Regie: Ludovic Bernard
- 2020: Zehn Tage ohne Mama (10 jours sans maman), Regie: Ludovic Bernard
- 2023: Colonos (Los Colonos)